# Cleorodes variegata
Cleorodes variegata là một loài bướm đêm trong họ Geometridae.